# 220 av. J.-C.
Cette page concerne l'année 220 av. J.-C. du calendrier julien proleptique.

## Événements
- 17 avril (15 mars du calendrier romain) : début à Rome du consulat de Lucius Veturius Philo et Caius Lutatius Catulus[1].
  - Censure de Flaminius Nepos. Consécration de la Via Flaminia, de Rome vers Rimini[2].
  - Conflit entre Saguntum et une tribu espagnole, alliée de Carthage. Hannibal soutient les derniers et les Sagontins font appel à Rome[2].
- Printemps :
  - Antiochos III soumet les satrapies de Médie et de Perse révoltées. Molon et son frère Alexandre se suicident[3]. Antiochos III fait assassiner son ministre Hermias[4]. Le roi de Médie Atropatène Artabazanes, qui a soutenu Molon, doit conclure un traité de vassalité avec Antiochos III[5].
  - En Grèce, la Ligue étolienne ravage le Péloponnèse. Aratos de Sicyone est battu par les Étoliens à Caphies (Caphyae, en Arcadie) pendant l’été et se retire à la cour de Philippe V de Macédoine[6].
- Été :
  - Achaïos Ier, soutenu par l’Égypte, se révolte contre son cousin Antiochos III et se fait proclamer roi par les satrapes d’Asie mineure (220/213 av. J.-C. )[7].
  - Une expédition de pillage contre Pylos de Messénie déclenche la deuxième Guerre d'Illyrie[8]. Révolte de Démétrios de Pharos contre Rome en Illyrie. Il viole le traité de protectorat passé avec Rome en 228 av. J.-C., enlève la place forte de Dimale (en) dans le pays des Parthiniens, et à la tête d’une flotte considérable, met à mal le commerce romain dans la mer Ionienne. Rome réagit, envoie le consul L. Aemilius Paullus et M. Livius Salinator avec une armée. Dimale est reprise ; Pharos capitule et Démétrios, dépossédé, s’enfuit auprès du roi de Macédoine. Le protectorat de Rome sur le littoral balkanique se développe et se renforce (219 av. J.-C.).
  - Guerre entre Rhodes et Byzance à la suite de la décision de cette dernière de prélever des taxes sur les navires traversant le Bosphore[9].
  - Le chef punique dans les territoires puniques en Ibérie, Hannibal Barca attaque les Vaccéens puis deux cités des Vettons : Hermantica (Elmantica selon Polybe) et Arbocala (Arbucala chez Polybe)[10]. Sur le chemin du retour à Qart Hadasht, ils déjouent une embuscade des Carpétans, des Vaccéens et de fugitifs olcades près du fleuve Tage[11],[12]. La bataille du Tage s'engage et les Carthaginois mettent en fuite la coalition[11].
- Automne :
  - Rome envoie une ambassade à Hannibal pour lui demander de laisser Saguntum tranquille et lui rappeler de ne pas franchir l’Èbre. Elle se rend à Carthage pour réitérer sa demande tandis qu'Hannibal y demande des instructions pour savoir comment procéder[2].
  - L’assemblée de la Ligue hellénique, réunie à Corinthe par Philippe V de Macédoine, déclare la guerre à la Ligue étolienne ; début de la Guerre des alliés entre les Ligues étolienne et achéenne (fin en 217 av. J.-C.) pour l’hégémonie sur la Grèce[13]. Le conflit s’étend à la Crète dans la guerre de Lyttos opposant les cités de Cnossos et de Gortyne pour le contrôle de l'île[14].

- En Inde, début supposé du règne de Satakarni, roi Andhra[15]. Premier roi de la dynastie Satavahana (ou Andhra), il établit le pouvoir Andhra dans le Sud-Est de l’Inde jusqu’en 225 avec pour capitale Amarâvatî (Satakarni). La population est d’origine préaryenne, mais la dynastie emprunte la culture sanskrite du Nord.
- Début du règne d'Ariarathe IV, roi de Cappadoce (fin vers 163 av. J.-C.)[16].

## Naissances
- Aristarque de Samothrace (date approximative).

## Décès
- Conon de Samos, astronome et mathématicien grec.